# Veronica transcaucasica
Veronica transcaucasica là một loài thực vật có hoa trong họ Mã đề. Loài này được Grossh. miêu tả khoa học đầu tiên.